# Cooperativa dos Cafeicultores de Guaxupé
A Cooperativa Regional de Cafeicultores em Guaxupé ou Cooxupé é uma cooperativa de café da cidade de Guaxupé, sul do estado de Minas Gerais, Brasil. A origem da Cooxupé data de 1932, com a fundação de uma Cooperativa de Crédito Agrícola, transformada em 1957 em Cooperativa de Cafeicultores.
A Cooxupé é considerada a maior e uma das mais importantes cooperativas de café do Brasil, em 2020, Cooxupé comemorou 88 anos de Cooperativismo e 63 anos em atividades de recebimento, processamento e comercialização de café. Hoje a Cooxupé conta com mais de 15.000 cooperados e mais de 2.000 colaboradores[carece de fontes?], recebendo café produzido em 126 municípios localizados nas regiões Sul de Minas, Alto Paranaíba (Cerrado Mineiro) e Vale do Rio Pardo, no estado de São Paulo.
A história da Cooxupé também pode ser conhecida no livro de José Geraldo Rodrigues de Oliveira e Lucia Grinberg: A saga dos cafeicultores no sul de Minas. Rio de Janeiro: Casa da Palavra, 2007.